# Evelyne Sainvil
Evelyne Sainvil est une femme politique haïtienne. Elle est ministre à la Condition féminine et aux Droits des Femmes (MCFDF) et ministre a.i. des Haïtiens vivant à l'étranger entre 2018 à 2020.

## Biographie
Evelyne Sainvil est nommée ministre à la Condition féminine et aux Droits des femmes (MCFDF), ce que certaines organisations de femmes haïtiennes critiquent. En avril 2019, lors d'un forum organisé à l'occasion de la journée nationale du mouvement féminin haïtien, elle promeut le potentiel des femmes dans le pays. En octobre de cette même année, elle occupe aussi le poste de ministre a.i. des Haïtiens vivant à l'étranger, sous la tutelle de Joseph Jouthe. Elle signe le 24 janvier 2020, à la résidence du Premier ministre Jean-Michel Lapin, le protocole d’accord pour la mise en œuvre du projet « Appui au gouvernement d’Haïti pour l’autonomisation socio-économique des femmes rurales ».